# Edificio San Martín
El Edificio San Martín se encuentra ubicado en la Colonia Hipódromo Condesa en la Delegación Cuauhtémoc. El edificio fue construido por el arquitecto mexicano Ernesto Buenrostro en 1931. Es uno de los edificios habitacionales que dan de vida a la Colonia Hipódromo Condesa por su estructura arquitectónica e historia en ella.

## Historia
Es un edificio de inicios de los años 30, que perteneció al arquitecto Ernesto Ignacio Buenrostro, el cual después de su edificación fue vendido por centenarios de oro, que duplicaron su valor meses después. 

### Restauración
El edificio fue restaurado por el arquitecto Carlos Duclaud de 1998 al 2001 en la planta baja remplazaron dos departamentos por garajes, en el interior se cambió el tamaño de los recintos para dar vista al Parque México.

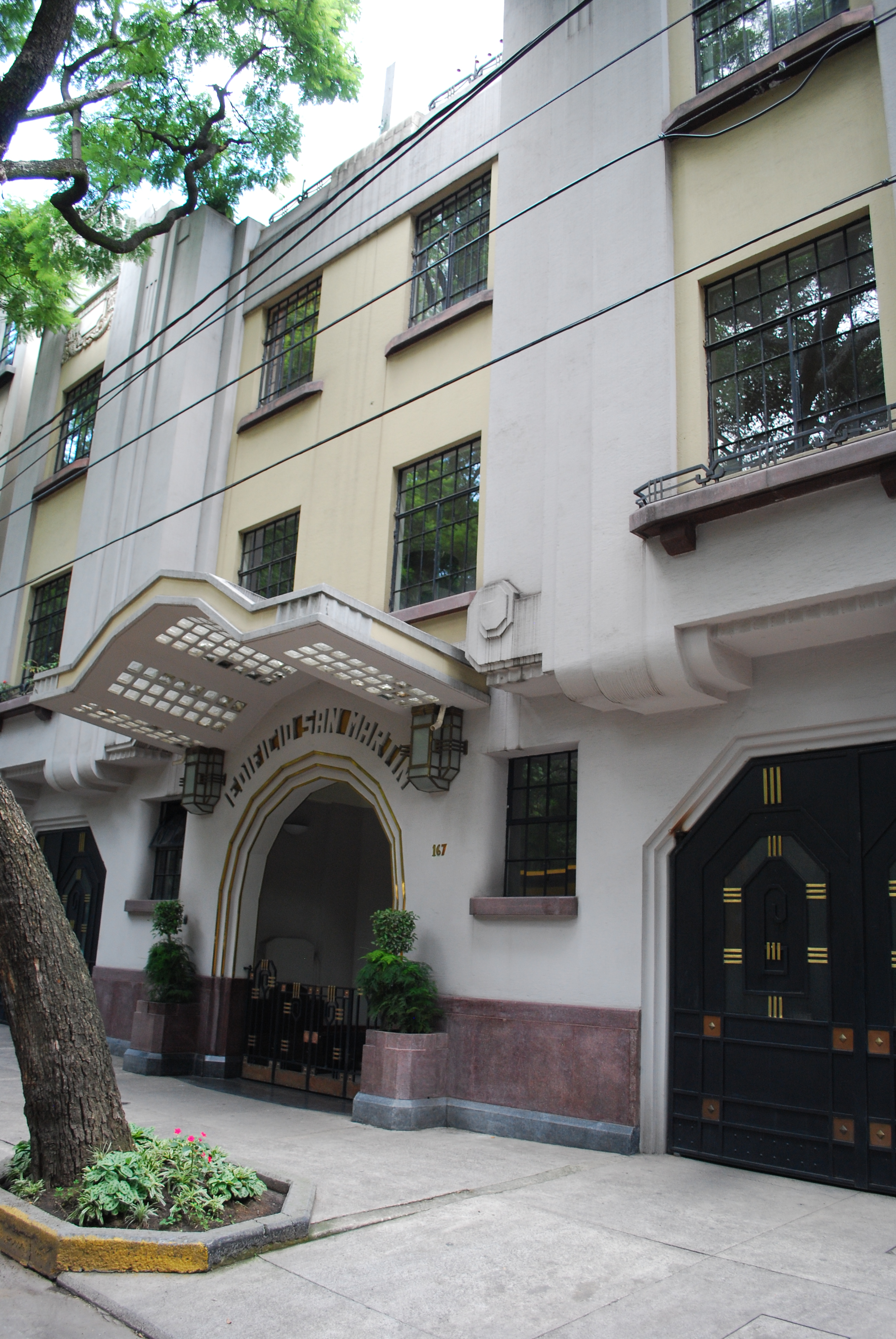
EdificioSanMartinHipo

El restaurador en estos casos , debe tener la humildad para respetar lo que hicieron otros. [...] modificamos un poco las plantas arquitectónicas, pero el objetivo era que el edificio no perdiera su identidad, adaptándolo a la vida moderna, que se volviera de nuevo habitable y tuviera una vida útil.
Carlos Duclaud.

## Características
Es un edificio con estilo art déco. Plasma características propias que permitieron enriquecer la construcción, como las lámparas de estilo geométrico en cada esquina, el nombre del edificio que se enmarca en medio círculo de la entrada, así como la reja que da la bienvenida, herrería compuesta con elementos geométricos. Su fachada cuenta con placas de relieve que semejan dos cuernos de la abundancia.